# 巴东风毛菊
巴东风毛菊（学名：Saussurea henryi）是菊科风毛菊属的植物，是中国的特有植物。分布在中国大陆的四川、陕西、湖北等地，生长于海拔2,000米至2,200米的地区，见于多石山坡以及针叶林下，目前尚未由人工引种栽培。